# トゥエス
トゥエス（トゥエソク、ブラクとも）（ロシア語: Туес (туесок、бурак) ）は樺皮製の円筒形の容器である。
トゥエスという名称は、白樺の表皮を意味する古代コミ語（なお、現コミ語ではtujesまたはtujis、ウドムルト語ではtuji̮s）
が、ロシア語の北方方言に取り入れられたものである。
一般的に、隙間なく閉まる蓋を有し、魚卵、漿果、蜂蜜などさまざまな食品の保存や持ち運びに用いられる。

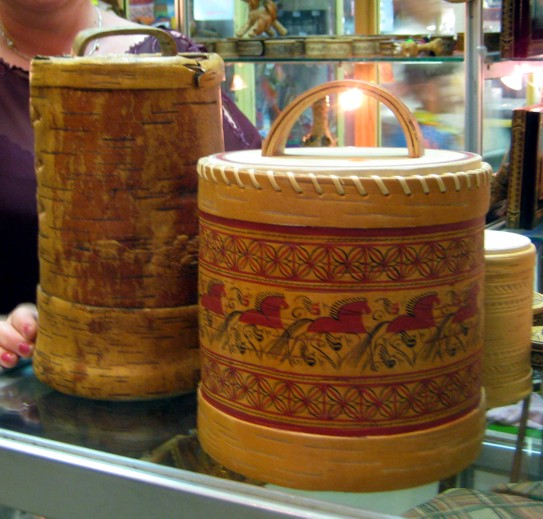
現ロシア
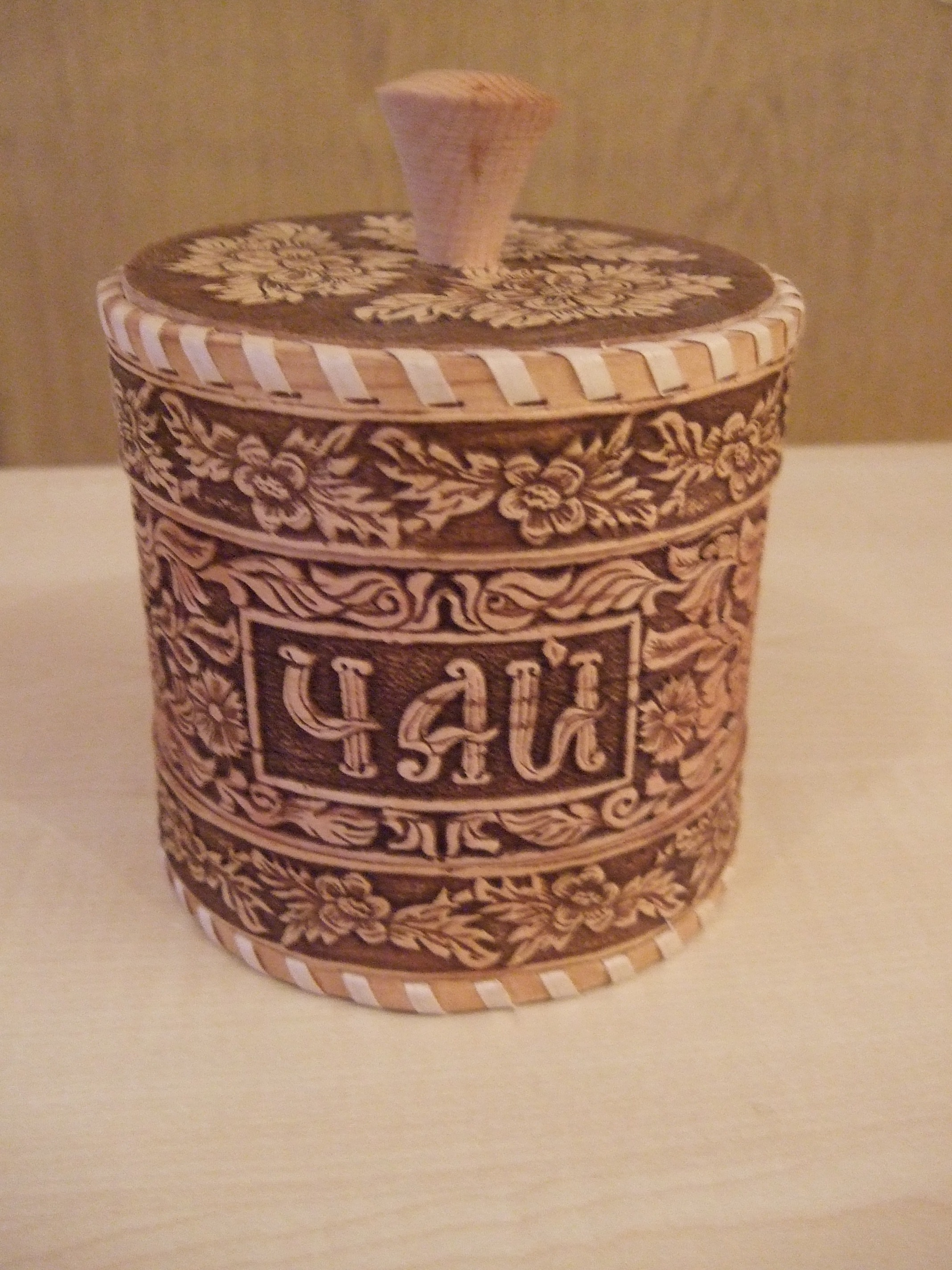
現ロシア（Чай：茶）
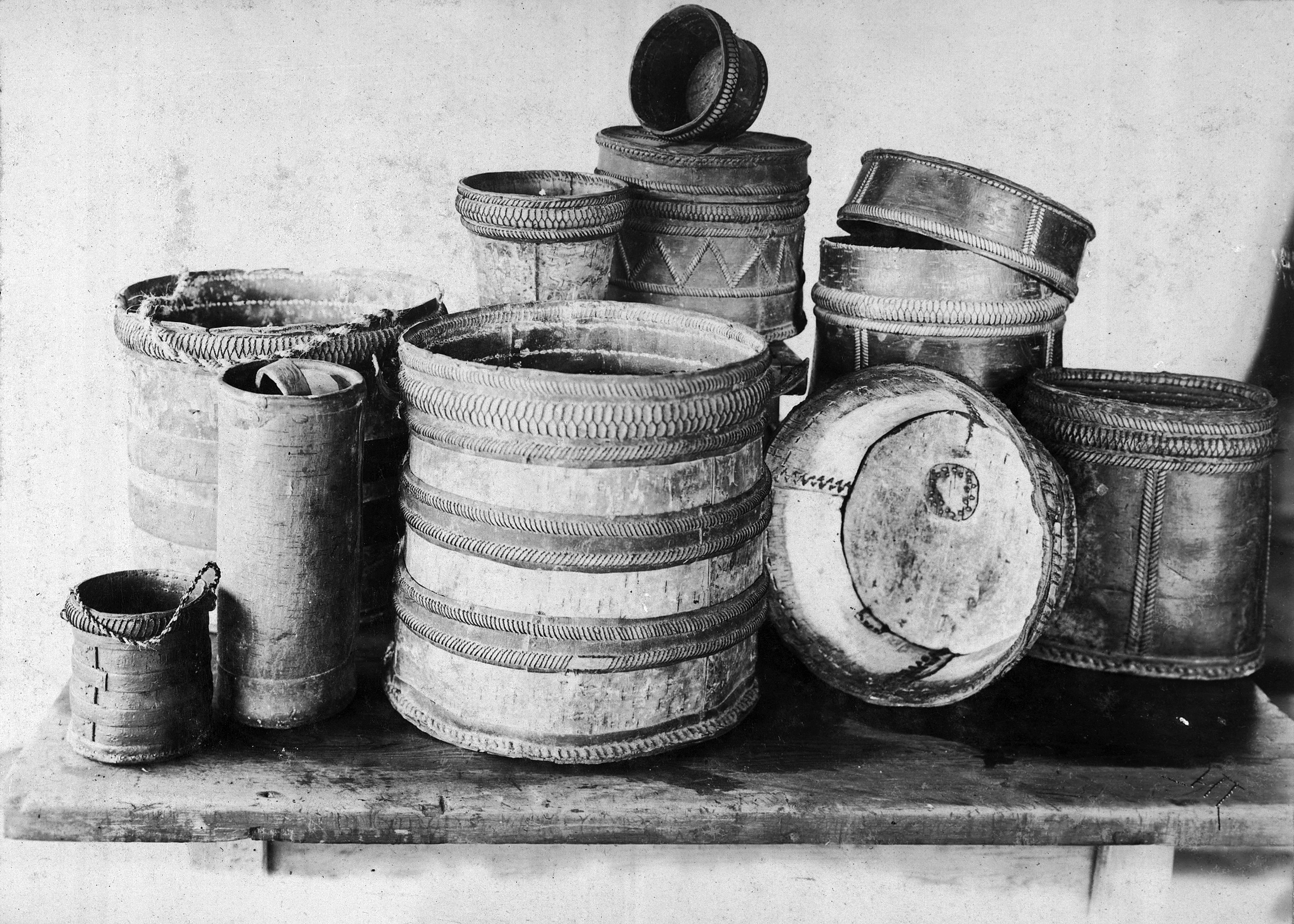
1890年代、ヤクート人による
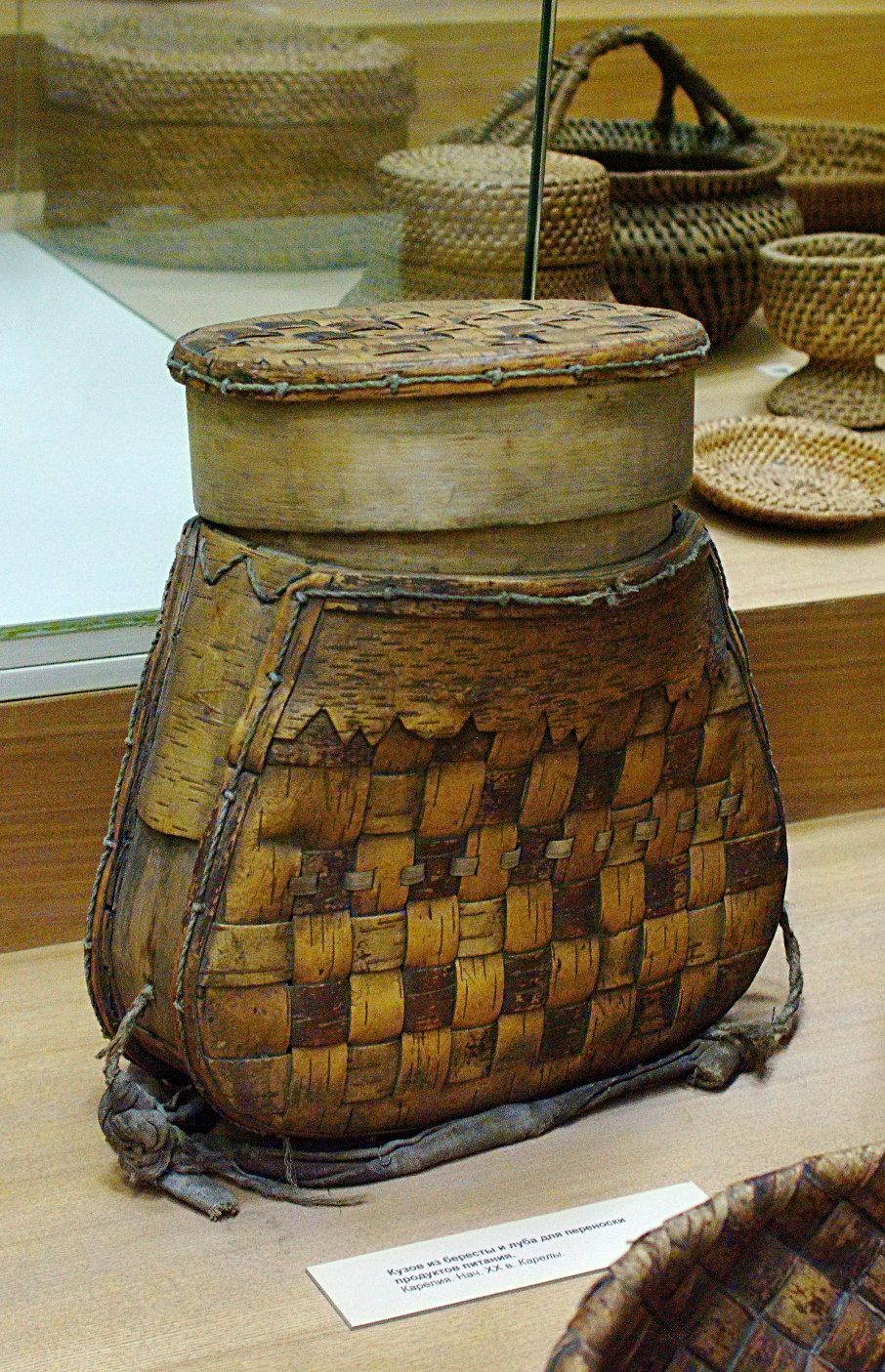
20世紀初頭、カレリア人による